# Elani cuablanc
L'elani cuablanc (Elanus leucurus) és un ocell rapinyaire de la família dels accipítrids (Accipitridae. Habita sabanes, boscos clars, aiguamolls i terres de conreu d'ambdues Amèriques, localment a l'oest i sud-est dels Estats Units, Mèxic, Amèrica Central, Colòmbia, Veneçuela, Guyana, Surinam i extrem nord del Brasil. Zona oriental de Bolívia, est i sud de Brasil, cap al sud, a través del Paraguai i Uruguai fins al centre de Xile i de l'Argentina. El seu estat de conservació es considera de risc mínim.